# آرتور تاوبمن
آرتور تاوبمن (انگلیسی: Arthur Taubman; ۱۹۰۱ – ۱۵ مارس ۱۹۹۴) کارآفرین آمریکایی بود، که در سال ۱۹۳۲ شرکت ادونس آتو پارتس را تأسیس کرد.